# Смерть комівояжера
Смерть комівояжера (англ. Death of a Salesman) — п'єса американського письменника Артура Міллера, написана в 1949 році. Вважається найзнаковішим твором автора, удостоєна Пулітцерівської премії, кількох премій Тоні та Драма Деск за театральну постановку. Дебютувала на Бродвеї у лютому 1949 року; з того часу було дано 742 спектаклі та чотири відроджені постановки.
Це двоактна трагедія, яка розгортається в Брукліні кінця 1940-х років і розповідає за допомогою монтажу спогадів, мрій і суперечок про головного героя Віллі Ломана, комівояжера, який зневірився своїм життям і, здається, скочується до старості. У виставі розглядаються різні теми, такі як американська мрія, анатомія правди та невірність.

## Сюжет
Сюжет розповідає про невдачливого комівояжера Віллі Ломана. Він отримує досить скромну платню і, як і інші американські обивателі, все життя змушений виплачувати багато кредитів.
Оскільки Віллі з дитинства жив без батька, він почувається в житті кимось «на зразок тимчасового постояльця». Єдиний його авторитет, старший брат Бен, який також рано залишив сім'ю. Віллі прищеплює своїм дітям відверто сумнівні цінності і навіть вчить їх красти. Коли його старший син, Біф, перспективний спортсмен, закінчував школу, він застав батька з коханкою. Ця подія назавжди зіпсувала стосунки між Віллі та сином, а також підірвала прагнення Біфа хоч чогось досягти. Біф пішов із дому, перебивався тимчасовими заробітками, іноді крав. Докори совісті, що і без того мучили Віллі, тільки посилилися, а згодом погіршився і його психічний стан.
Через десять років Біф повертається додому і застає батька у відчайдушному становищі: його справи на роботі йдуть все гірше, він все частіше розмовляє сам із собою, і він навіть робить кілька спроб самогубства. Порожнє марнославство пригнічує почуття провини, і Віллі, хоч у душі розуміє, що так і не зміг нічого досягти і «земля його абсолютно безплідна», заперечує своє становище і поганий вплив на сина.
Біф хоче почати все спочатку, але його надії, засновані багато в чому на ілюзіях і самонавіянні, розбиваються на порох. Віллі звільняють із роботи. Біф усвідомлює свою нікчемність, але не вважає її пороком. Він закликає батька перестати жити у брехні, але той, як завжди, захищається звинуваченнями. Знесилений Біф плаче у батька на грудях. Віллі, який не витримав емоційної напруги, вирішує «нагородити» сина двадцятьма тисячами доларів (виплатою за страховим полісом), він сідає за кермо і розбивається на автомобілі.
На похороні Біф, що заспокоївся, підсумовує життя батька: «Він так і не зрозумів, що він собою являє». Біф вирішує поїхати і жити простим життям. Його брат Геппі не цурається навіяних батьком домагань і залишається, щоб «вирвати успіх».

## Театральні постановки
Вперше п'єса була поставлена на Бродвеї в 1949 році, відкрившись у театрі Morosco Theatre 10 лютого, і того ж року отримала п'ять номінацій на премію Тоні. 18 листопада 1950 року, після 742 вистав, постановка була закрита. Вистава була відроджена чотири рази: у 1975 році (71 спектакль), у 1984 році з Дастіном Гоффманом у ролі Віллі, який пізніше повторив роль у кіноадаптації 1985 року (97 спектаклів та п'ять номінацій на премію Драма Деск). 1999 року з Браяном Деннегі в ролі Віллі (272 спектаклі, п'ять номінацій на Тоні та сім номінацій на Драма Деск), і в 2012 році з Філіпом Сеймуром Гоффманом у ролі Віллі та Ендрю Гарфілдом у ролі Біфа.
Крістофер Ллойд виконав роль Віллі у постановці у Вестоні, Вермонт.

## Кіноадаптації
- Смерть комівояжера (1951, США) режисер Ласло Бенедек — п'ятиразовий номінант на премію Оскар, номінант і лауреат Венеціанського кінофестивалю, чотириразовий лауреат премії Золотий глобус.
- Міст перейти не можна (1960, СРСР), режисери Теодор Вульфович, Микита Куріхін.
- Смерть комівояжера (швед. En Handelsresandes död) (1961, Швеція), режисер Ганс Абрамсон.
- Смерть комівояжера (1966, США), режисер Алекс Сігал.
- Смерть комівояжера (нім. Der Tod eines Handlungsreisenden) (1968, Німеччина), режисер Герхард Клінгенберг.
- Смерть комівояжера (1985, США), режисер Фолькер Шлендорф — лауреат премій Еммі та «Золотий глобус»[9].
- Смерть комівояжера (2000, США), режисер Керк Браунінг — дворазовий номінант на премію "Еммі.